# Văzduh
Văzduh este un film românesc din 1976 regizat de Ion Truică.